# ريتشارد بريان (لاعب كرة قدم)
ريتشارد بريان (بالإنجليزية: Richard Bryan)‏ هو لاعب كرة قدم بريطاني في مركز الدفاع، ولد في 13 سبتمبر 1995 في لندن في المملكة المتحدة. لعب مع نادي سانت لويس.